# David García (Fußballspieler, 1994)
David García Zubiria (* 14. Februar 1994 in Ibero, Navarra) ist ein spanischer Fußballspieler.

## Karriere

### Verein
Aus der Jugend von Osasuna durchlief er hier bis zur U-19 diese und wechselte dann zur Saison 2012/13 in die B-Mannschaft. Zuvor kam er bereits mindestens einmal im Alter von 17 Jahren für diese im Mai 2011 zum Einsatz. Nachdem er dann am 30. August 2014 sein Debüt in der ersten Mannschaft machte, ging er nach einigen weiteren Einsätzen in dieser Saison dann auch fest in den Kader dieses Teams über. Nach drei weiteren Spielzeiten danach schaffte er mit diesem dann schließlich nach der Saison 2018/19 den Aufstieg. Zuvor war er für die Rückrunde der Spielzeit 2017/18 noch einmal an CyD Leonesa verliehen worden.
Sein Debüt in LaLiga gab er so schließlich am 17. August 2019, gleich am ersten Spieltag. Nachdem er bereits zuvor ein paar Mal in der Saison die Kapitänsbinde trug, übernahm er diese Rolle dann beginnend mit Ende Januar 2022 für einen Großteil der verbleibenden laufenden Saison. So auch in der Copa del Rey, bei welcher er es mit seiner Mannschaft bis ins Finale schaffte, wo man am Ende mit 1:2 Real Madrid unterlag. Zudem platzierte er sich mit seiner Mannschaft in der Liga-Saison 2022/23 auf dem siebten Platz, womit sein Klub erstmals die Qualifikationsrunde der Europa Conference League erreichte. Durch das Erreichen des Finals spielte er mit seiner Mannschaft auch im Supercopa 2024, wo man mit 0:2 dem FC Barcelona im Halbfinale unterlag. In der Qualifikation für die Conference League, war für ihn und sein Team dann bereits nach der ersten Runde gegen den FC Brügge Schluss.

### Nationalmannschaft
Sein Debüt für die spanische A-Nationalmannschaft gab er am 28. März 2023 wo er bei einer 0:2-Niederlage gegen Schottland während der Qualifikation für die Europameisterschaft 2024 über die komplette Spielzeit auf dem Platz stand. Anschließend war er auch noch in zwei weiteren Qualifikationsspielen im Oktober des Jahres aktiv dabei.